# Italiens Grand Prix 1982
Italiens Grand Prix 1982 var det femtonde av 16 lopp ingående i formel 1-VM 1982. 

## Rapport
Mario Andretti startade från pole position men fick en trög start och blev omkörd av Nelson Piquet, Patrick Tambay och René Arnoux redan i första chikanen. Även Alain Prost var nära att passera honom men lyckades inte. Piquets ledning blev dock kortvarig. Han blev omkörd av Tambay strax innan Parabolica och tvingades senare bryta loppet. Arnoux hängde med bakom de två Ferrariförarna Tambay och Andretti och lyckades senare att ta sig förbi dem båda och gå i mål som vinnare.

## Resultat
1. René Arnoux, Renault, 9 poäng
2. Patrick Tambay, Ferrari, 6
3. Mario Andretti, Ferrari, 4
4. John Watson, McLaren-Ford, 3
5. Michele Alboreto, Tyrrell-Ford, 2
6. Eddie Cheever, Ligier-Matra, 1
7. Nigel Mansell, Lotus-Ford
8. Keke Rosberg, Williams-Ford
9. Eliseo Salazar, ATS-Ford
10. Andrea de Cesaris, Alfa Romeo
11. Chico Serra, Fittipaldi-Ford
12. Mauro Baldi, Arrows-Ford

### Förare som bröt loppet
- Roberto Guerrero, Ensign-Ford (varv 40, för få varv)
- Elio de Angelis, Lotus-Ford (33, gasspjäll)
- Bruno Giacomelli, Alfa Romeo (32, hantering)
- Marc Surer, Arrows-Ford (28, tändning)
- Alain Prost, Renault (27, insprutning)
- Niki Lauda, McLaren-Ford (21, bromsar)
- Jean-Pierre Jarier, Osella-Ford (10, hjul)
- Nelson Piquet, Brabham-BMW (7, motor)
- Riccardo Patrese, Brabham-BMW (6, koppling)
- Jacques Laffite, Ligier-Matra (5, växellåda)
- Teo Fabi, Toleman-Hart (2, motor)
- Derek Daly, Williams-Ford (0, kollision)
- Derek Warwick, Toleman-Hart (0, kollision)
- Brian Henton, Tyrrell-Ford (0, kollision)

### Förare som ej kvalificerade sig
- Rupert Keegan, March-Ford
- Manfred Winkelhock, ATS-Ford
- Raul Boesel, March-Ford
- Tommy Byrne, Theodore-Ford